# Аврам Леон
Аврам Леон (Авраам, Абрам Вейншток, пол. Abraham Leon, Wejnstok; 22 октября 1918, Варшава — сентябрь 1944, Освенцим) — один из лидеров троцкистского движения в Бельгии, известный в левых кругах как автор сочинения «Материалистическая концепция еврейского вопроса» (Conception matérialiste de la question juive), посвящённого марксистской критике сионизма. Был депортирован и погиб в лагере смерти Освенциме.

## Биография
Родился 22 октября 1918 года в зажиточной еврейской семье в Варшаве. Его родители придерживались сионистских взглядов и семья Леона переехала в Палестину, когда Леон был достаточно взрослым, чтобы поступать в гимназию. В 1926 году семья переехала в Бельгию. К моменту окончания школы он уже был убежденным марксистом, но продолжал участвовать в сионистском движении. Он вступил в бельгийскую секцию движения «Ха-шомер ха-цаир», и вскоре возглавил брюссельское отделения организации.
Летом 1936 года Леон оказался в Шарлеруа, где принял активное участие в борьбе рабочих. В жарких дискуссиях между «сталинистами» и «троцкистами», он как правило принимал сторону последних.
Его разногласия с сионистами углубились с началом Второй мировой войны, когда сионисты выступили в поддержку Британской империи. Не удовлетворяла Леона и господствующая в кругах левых сионистов трактовка еврейского вопроса. Неприятие теории Бера Борохова заставило Леона самому заняться исследованием истории еврейского вопроса. В мае 1940 года он закончил свои «Тезисы по еврейскому вопросу». К моменту завершения этой работы, Леон уже окончательно порвал с сионизмом.
Его несколько статей по истории, экономике, политике появились на страницах бельгийского троцкистского еженедельника «Рабочая борьба» (La Lutte Ouvrière). В августе 1940 года, после убийства в Мексике Льва Троцкого, Леон принял решение присоединиться к Четвёртому интернационалу. Благодаря его стараниям в 1943 году бельгийская секция Четвёртого интернационала смогла провести свой подпольный съезд. Кроме этого Леон активно работал как журналист в подпольной газете «Ленинский путь» (La Voie de Lénine). В 1944 году Леон вернулся в Шарлеруа и был арестован полицией в первый же вечер. Леона отправили в концлагерь Освенцим. На момент гибели в сентябре 1944 года Леону было 26 лет.

## Еврейский вопрос
В возрасте 24 лет, за два года до смерти в Освенциме Леон написал работу «Материалистическая концепция еврейского вопроса». Работа Леона является наиболее серьезной попыткой историческо-материалистического подхода к еврейскому вопросу. Леон разделял принципиальное неверие в возможности реализации проекта еврейского государства хотя бы в минимальной степени, что было общей чертой для всех довоенных марксистских критиков сионизма.
Согласно доктору философии Саввасу Михаил-Мацасу «Леон считал, что экономической причиной сохранения евреев был процесс формирования специфической социальной группы, еврейского купеческого „национального класса“. Естественным историческим окружением для еврейского „национального класса“ был докапитализм. Эта социальная группа торговцев и ростовщиков, основанная на принципах обмена ценностями, бурно развивалась внутри докапиталистического общества, основанного на натуральной экономике, ориентированной  на  использование   ценностей.  Это  противоречие сделало евреев объектом социальной ненависти и жертвами периодической волны репрессий. Современный капитализм, продолжает Леон в своем исследовании, уничтожает материальную основу еврейства. Либо ассимиляция, либо уничтожение последуют за этим, как доказало современное антисемитское нацистское варварство.»
Леон писал:

В высшей степени трагическое положение иудейства в нашу эпоху объясняется крайней неустойчивостью социального и экономического положения современности. Евреи оказались в роли первой жертвы разлагающегося феодализма. Но они также попали под удары первых конвульсий умирающего капитализма. Еврейские массы находятся между молотом разлагающегося феодализма и наковальней загнивающего капитализма.
Работа Леона сделалась причиной яростной полемики. Многие критики указывали, что Леон свел своеобразие еврейства лишь к экономической функции, отрицая важнейшую роль религиозно-культурной жизни в сохранении еврейского народа.
Книга была издана впервые в 1946 году в Париже, со вступительной биографической статьей Эрнеста Манделя. В 1950 году книга издана на английском языке и неоднократно переиздавалась. Книга не издавалась на русском языке.